# Andreas Nordby
Andreas Nordby (29 giugno 1989) è un ex giocatore di calcio a 5 ed ex calciatore norvegese, di ruolo pivot.

## Carriera
Nordby ha giocato per il Vegakameratene, dal 2011 al 2016. Con questa maglia, ha vinto tre campionati (2011-2012, 2012-2013 e 2013-2014) ed ha giocato in Coppa UEFA: ha esordito in questa manifestazione il 5 settembre 2012, nella sconfitta per 6-2 subita contro l'Encamp.
Attivo anche nel calcio, Nordby ha giocato per il Trond e per il Freidig, prima di passare al Kvik. È rimasto in squadra fino al termine della stagione 2015.

## Statistiche

### Presenze e reti nei club
| Stagione    | Club        | Campionato  | Campionato | Campionato | Coppe nazionali | Coppe nazionali | Coppe nazionali | Coppe continentali | Coppe continentali | Coppe continentali | Supercoppe | Supercoppe | Supercoppe | Totale | Totale |
| Stagione    | Club        | Comp        | Pres       | Reti       | Comp            | Pres            | Reti            | Comp               | Pres               | Reti               | Comp       | Pres       | Reti       | Pres   | Reti   |
| ----------- | ----------- | ----------- | ---------- | ---------- | --------------- | --------------- | --------------- | ------------------ | ------------------ | ------------------ | ---------- | ---------- | ---------- | ------ | ------ |
| 2011        | Kvik        | 3D          | ?          | ?          | CN              | ?               | ?               | -                  | -                  | -                  | -          | -          | -          | ?      | ?      |
| 2012        | Kvik        | 3D          | 17         | 1          | CN              | 1               | 0               | -                  | -                  | -                  | -          | -          | -          | 18     | 1      |
| 2013        | Kvik        | 5D          | 17         | 5          | CN              | 0               | 0               | -                  | -                  | -                  | -          | -          | -          | 17     | 5      |
| 2014        | Kvik        | 4D          | 17         | 11         | CN              | 0               | 0               | -                  | -                  | -                  | -          | -          | -          | 17     | 11     |
| 2015        | Kvik        | 3D          | 23         | 4          | CN              | 1               | 0               | -                  | -                  | -                  | -          | -          | -          | 24     | 4      |
| Totale Kvik | Totale Kvik | Totale Kvik | 74+        | 21+        |                 | 2+              | 0+              |                    | -                  | -                  |            | -          | -          | 76+    | 21+    |
| Totale      | Totale      | Totale      | 74+        | 21+        |                 | 2+              | 0+              |                    | -                  | -                  |            | -          | -          | 76+    | 21+    |